# Giuseppe Moreschi
Giuseppe Moreschi (Roncadelle, 10 marzo 1871 – Brescia, 2 settembre 1950) è stato un ciclista su strada italiano, vinse i campionati italiani in linea ad Alessandria nel 1893.

## Palmarès
- 1893

Campionati italiani, Prova in linea